# 1007
| Calendário gregoriano                                                        | 1007 MVII                                            |
| Ab urbe condita                                                              | 1760                                                 |
| Calendário arménio                                                           | 456 – 457                                            |
| Calendário bahá'í                                                            | -837 – -836                                          |
| Calendário budista                                                           | 1551                                                 |
| Calendário chinês                                                            | 3703 – 3704 Início a 22 de janeiro (aproximadamente) |
| Calendário copta                                                             | 723 – 724                                            |
| Calendário etíope                                                            | 999 – 1000                                           |
| Calendários hindus - Vikram Samvat - Calendário nacional indiano - Cáli Iuga | 1062 – 1063 928 – 929 4107 – 4108                    |
| Calendário Holoceno                                                          | 11007                                                |
| Calendário islâmico                                                          | 397 – 398                                            |
| Calendário judaico                                                           | 4767 – 4768                                          |
| Calendário persa                                                             | 385 – 386                                            |
| Calendário rúnico                                                            | 1257                                                 |
| Calendário solar tailandês                                                   | 1550                                                 |

1007 (MVII, na numeração romana) foi um ano comum do século XI do Calendário Juliano, da Era de Cristo, e a sua letra dominical foi E (52 semanas), teve início a uma quarta-feira, terminou também a uma quarta-feira.
No território que viria a ser o reino de Portugal estava em vigor a Era de César que já contava 1045 anos.
| Ano completo                        |
| ----------------------------------- |
| Ano comum com início à quarta-feira |

## Eventos
- Bamberg é elevada a diocese.
- Fundação da cidade de Al Qal'a dos Beni Hammad.[carece de fontes?].

## Nascimentos
- Ouyang Xiu († 22 de Setembro de 1072) - estadista, historiador, ensaísta e poeta chinês.
- Hugo Magno († 1025), rei dos francos filho de Roberto II de França.
- São Pedro Damião († 21 de Fevereiro de 1072) - Doutor da Igreja.
- Laim Nunes de Bivar († 1063) - Cavaleiro medieval.

## Mortes
- Urraca Fernandes de Castela (n. 920 ) - rainha consorte de Leão e rainha consorte de Navarra.
- Santa Cacilda, eremita ibérica.